# Marvin Johnson
Marvin L. Johnson (* 12. April 1954 in Indianapolis) ist ein ehemaliger US-amerikanischer Boxer.

## Amateur
Der Rechtsausleger Johnson gewann 1971 die US-Meisterschaft und die Golden Gloves im Halbschwergewicht. Im Jahr wechselte er in das Mittelgewicht und gewann erneut das Golden-Gloves-Turnier. Bei den Olympischen Spielen 1972 in München errang er die Bronzemedaille. Er schlug dort unter anderem den Deutschen Ewald Jarmer und den Kubaner Alejandro Montoya, bevor er gegen Wjatscheslaw Lemeschew aus der Sowjetunion im Halbfinale KO ging.

## Profi
Er wurde 1973 Profi und gewann seine ersten 15 Kämpfe, bevor er im Juli 1977 in einem Kampf um die Nordamerikameisterschaft auf seinen Angstgegner Matthew Saad Muhammad traf und in der zwölften und letzten Runde durch technischen KO verlor. Er boxte einen spektakulären Angriffsstil mit guter Schlagkraft, achtete aber nicht groß auf seine Defensive und hatte nur durchschnittliche Nehmerfähigkeiten. Im Juni 1978 verlor er gegen Lottie Mwale nach Punkten, bekam aber dann am 2. Dezember 1978 recht unverdient einen Weltmeisterschaftskampf gegen WBC-Titelträger Mate Parlov. Er nutzte diese Gelegenheit und schlug seinen Gegner KO. Doch bereits in seiner ersten Titelverteidigung fünf Monate später musste er den Gürtel nach einer vorzeitigen Niederlage an Matthew Saad Muhammad abgeben.
Johnson bekam jedoch schnell eine weitere Titelchance. Am 30. November 1979 boxte er gegen den angesehenen Argentinier Víctor Galíndez um den WBA-Titel und konnte sich durch technischen KO in Runde zehn durchsetzen. Aber auch diesen Gürtel hielt er nur wenige Monate, denn in seiner wiederum ersten Verteidigung unterlag er vorzeitig Eddie Mustafa Muhammad.
Gegen den ungeschlagenen Olympiasieger Michael Spinks ging er 1984 kurzrundig KO. 1984 bezwang er aber „Prince“ Charles Williams nach Punkten und besiegte Eddie Davis vorzeitig, so dass er sich noch einmal einen WM-Kampf erboxen konnte. Gegen den nicht sonderlich angesehenen WBA-Weltmeister Leslie Stewart aus Trinidad konnte er am 9. Februar 1986 seinen dritten Weltmeistertitel erringen, verlor aber den Rückkampf und trat anschließend 33-jährig vom Boxsport zurück.